# Berthold

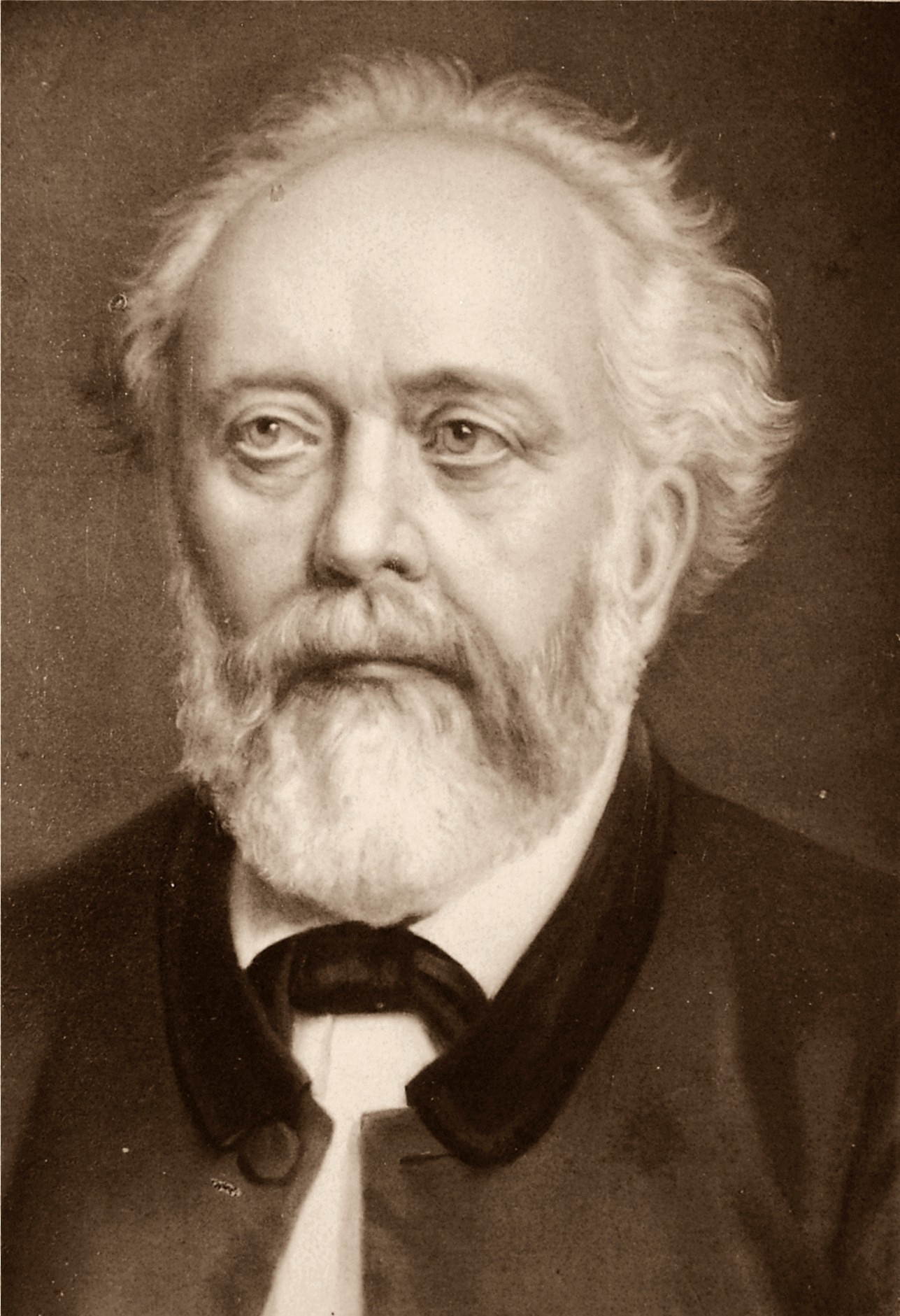
Berthold Auerbach.

Berthold är ett mansnamn med tyskt ursprung, med betydelsen 'ljus' och 'härskare'. 
Namnet är mycket ovanligt i Sverige. Den svenska formen Bertil är betydligt vanligare. Den 31 december 2005 fanns det totalt 595 personer i Sverige med namnet, varav 110 med det som tilltalsnamn. År 2003 fick 2 pojkar namnet, varav 1 fick det som tilltalsnamn.
Namnsdag: 11 juni, (1993–2000: 8 februari).

## Personer med förnamnet Berthold/Bertolt
- Berthold Auerbach, tysk författare
- Bertolt Brecht,  tysk dramatiker, lyriker, regissör och teaterteoretiker
- Berthold Beitz, tysk företagsledare
- Berthold Christian Ægidius, dansk psalmförfattare